# Nicétas (patrice)
Pour les articles homonymes, voir Nicétas.
Nicétas (ou Nikétas), né vers 570 et mort après 619 ou en 629, est un général et patrice byzantin.

## Biographie

### La révolte contre Phocas et la conquête de l'Égypte
Nicétas est le fils du patrice Grégorios, le frère de l'exarque d'Afrique Héraclius l'Ancien. En 608, ce dernier déclenche une rébellion contre l'empereur Phocas, soutenue par l'ensemble de sa famille, dont Nicétas et Grégorios. Héraclius le Jeune, le futur empereur, est un autre membre de cette révolte et prend la tête d'une flotte qui doit croiser jusqu'à Constantinople. Dans le même temps, Nicétas conduit une armée terrestre, composée largement de Maures, pour conquérir la Cyrénaïque et l'Égypte. Selon le patriarche de Constantinople, Nicéphore Ier de Constantinople, les deux cousins sont engagés dans une course pour la conquête du trône, mais ce récit, écrit au IXe siècle, est certainement fictif.
Nicétas profite des dissensions au sein de l'Égypte. Plusieurs factions coexistent alors, conduites par des personnalités de premier plan comme l'ancien préfet d'Alexandrie, Théodore ou encore la puissance famille égyptienne des Apionès. Dans l'ensemble, la politique tyrannique de Phocas crée un terrain favorable aux rebelles. La Cyrénaïque tombe aisément et Nicétas envoie son commandant en second, Bonakis, envahir l'Égypte avec 3 000 soldats byzantins soutenus par de nombreux berbères. Selon Jean de Nikiou, une bataille décisive intervient devant Alexandrie lors de laquelle les forces loyalistes sont vaincues. La population de la cité prend parti pour Nicétas et chasse le patriarche, le gouverneur et le trésorier.
Bonakis parachève ce succès par la conquête du delta du Nil mais deux garnisons, celles de Semanub et d'Athrib résistent. Phocas envoie un de ses principaux généraux, Bonosos, leur porter secours. Dans un premier temps, il remporte des succès, capture et exécute Bonakis et prend la ville de Nikiou. Il impose une sévère répression. Dans le même temps, à Alexandrie, les factions urbaines des Bleus et des Verts s'opposent. Les premiers soutiennent Phocas, les seconds ont pris parti pour Nicétas et le clan d'Héraclius. Finalement, les Bleus se rallient aux rebelles et Nicétas, grâce à des renforts, repousse deux assauts de Bonosos. Ce dernier finit par quitter la région et, à l'été 610, toute l'Égypte est aux mains des rebelles.
Malgré ces échecs Nicétas garda la confiance de son cousin l'empereur. Constantin III, le jeune fils d'Héraclius, fut fiancé à Grégoria, la fille de Nicétas.

### Gouverneur de l'Egypte et guerre avec les Perses
Une fois l'Égypte soumise, Nicétas marche sur la Palestine mais revient finalement assez vite en Égypte. Il en devient le gouverneur, même si son titre exact n'est pas connu. Il est généralement mentionné du qualificatif de patrice, qu'il obtient sûrement en 610 mais il est peut-être le duc augustal d'Alexandrie. Selon Walter Emil Kaegi, étant donné la confiance mutuelle entre Nicétas et Héraclius, cette situation est assez probable. Héraclius a besoin d'un homme de confiance pour gérer cette riche province, qui contribue pour 30 % des revenus annuels de la préfecture du prétoire d'Orient. En Égypte, Nicétas soutient l'élection de Jean l'Aumônier comme patriarche d'Alexandrie, dont il devient le frère au travers du rituel de l' adelphopoiia.
Vers 615 ou 616, il intervient de nouveau en matière religieuse pour réconcilier les églises religieuses d'Antioche et d'Alexandrie. Néanmoins, à cette époque, sa présence en Égypte se fait plus irrégulière. Il est accueilli en grande pompe à Constantinople en 612. Selon le Chronicon Paschale, il amène avec lui les reliques de la Sainte Lance et de la Sainte Éponge. Il assure aussi une forme de régence quand Héraclius part en campagne en Cappadoce, pour superviser le siège de Césarée par Priscus. Ce dernier, mécontent de l'immixtion de l'empereur dans ses opérations, est démis de son poste et remplacé par Nicétas, qui devient donc comes excubitorum, c'est-à-dire chef des Excubites, la garde impériale.
En 613, il est engagé directement dans la guerre contre les Sassanides, qui sont alors en pleine invasion des provinces orientales de l'Empire. Il accompagne Héraclius qui tente de stopper la progression ennemie mais est vaincu près d'Antioche. Bientôt, la Syrie et la Palestine tombent, en dépit d'une victoire qu'aurait obtenu Nicétas près d'Émèse, probablement en 614. C'est peut-être pour célébrer ce succès qu'une statue en son honneur est érigée à Constantinople. Quoi qu'il en soit, les victoires des Perses isolent l'Égypte du reste du territoire impérial. Nicétas est alors obligé de se tourner vers le patriarche Jean pour obtenir un soutien financier dans l'effort de guerre.
Le rôle précis de Nicétas dans la défense de l'Égypte est inconnu mais le général perse Schahr-Barâz envahit la province en quelques mois, vers les années 618-620. Nicétas est contraint de fuir avec le patriarche Jean. Il se rend d'abord à Chypre, puis à Rhodes.
La chute de l'Égypte voit aussi la fin de l'apparition de Nicétas dans les sources. Son sort est inconnu et il n'occupe plus de fonctions importantes, même si Charles Diehl estime qu'il a peut-être gouverner l'Afrique byzantine jusque vers 628-629, une interprétation aujourd'hui largement contestée.